# Antonio Calcagni
Antonio Calcagni (* 18. Dezember 1536 in Recanati; † 9. September 1593 ebendort) war ein italienischer Bildhauer und Bronzegießer.

## Leben

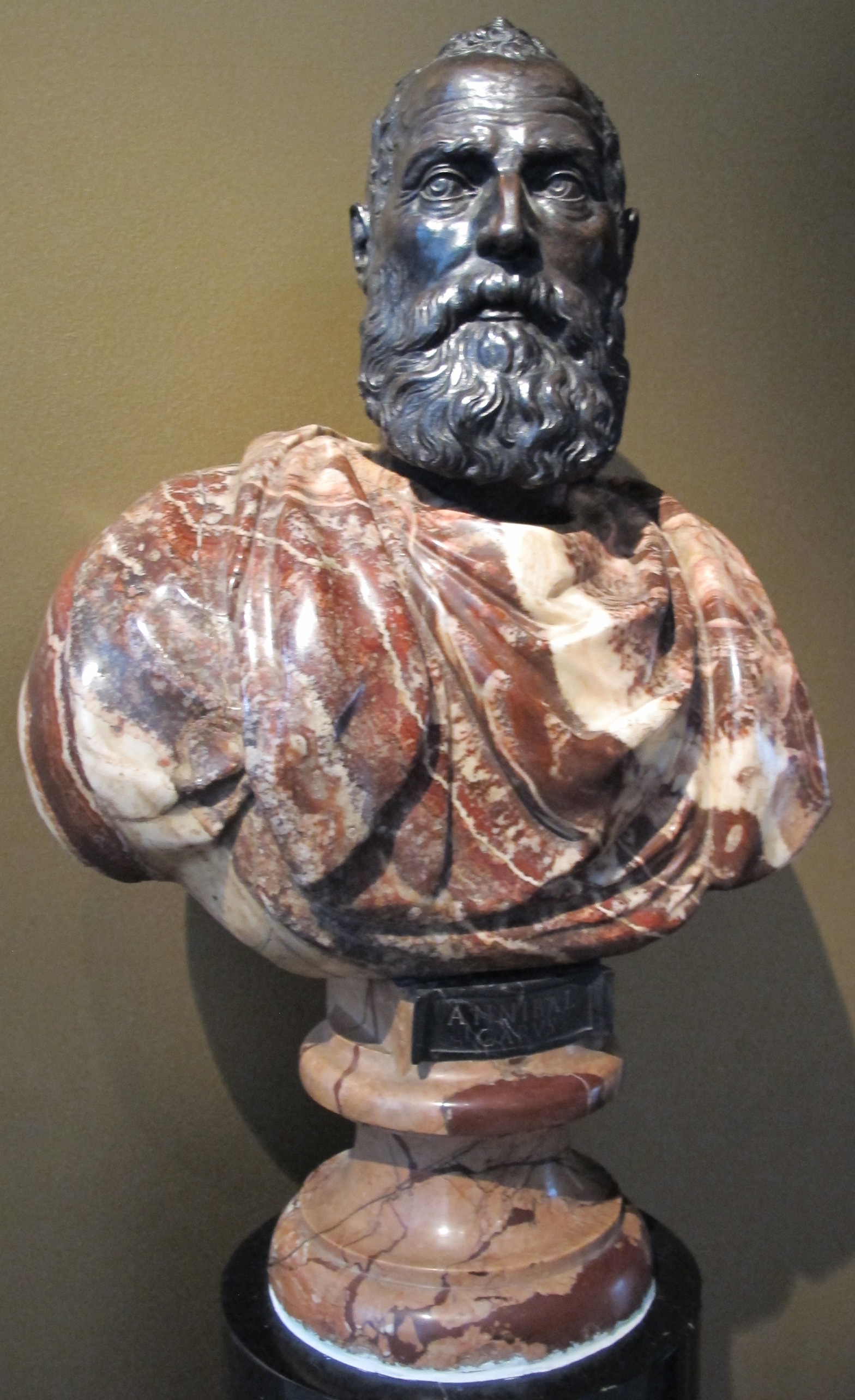
Büste des Antonio Calcagni von Annibale Caro, heute im Victoria and Albert Museum, London, ca. 1566–1572

Er wurde in Recanati als Sohn von Bernardino und Minerva Paulini geboren. Aufgrund seiner Veranlagung zum Zeichnen begann er seine  Ausbildung in einer Werkstatt der Familie Lombardo in Recanati. Das erste Werk war die Fertigstellung der Statue von Gregor XIII. (1574), die von Ludovico Lombardo in Ascoli begonnen wurde. Er beaufsichtigte und leitete die Arbeiten für die Basilika von Loreto. Unter den verschiedenen Gründer der Recanateser Schule, arbeitete Antonio Calcagni mit Tiburzio Vergelli und Girolamo Lombardo zusammen.
Ab 1580 begann die Zusammenarbeit zwischen Calcagni und dem jüngeren Tiburzio Vergelli, mit dem er die in der napoleonischen Ära zerstörten silbernen „Apostel“ und die Dekoration der „Masillakapelle“ in der Basilika von Loreto schuf. Die Verbindung zwischen den beiden löste sich nach der Errichtung des Denkmals für Sixtus V. im Jahr 1587 auf. Antonio Calcagni starb 1593, nachdem er die Modelle für das Südtor der Basilika von Loreto angefertigt hatte, das von seinem Neffen Tarquinio Jacometti und von Sebastiano Sebastiani, ebenfalls ein Schüler Calcagnis, vollendet wurde.
Calcagni starb am 9. September 1593 in Recanati und wurde in der Kirche Sant’Agostino begraben.

## Werke
- Denkmal für Kardinal Niccolò Caetani di Sermoneta (1580) Basilika vom Heiligen Haus in Loreto, Loreto
- Bronze-Altartafel mit der Kreuzabnahme, Basilika, Cappella Massilla, Loreto
- Medaillon mit Porträt von  Barbara Massilla, Basilika, Cappella Massilla, Loreto
- Porträt von Pater Dantini, Kirche Sant’Agostino, Recanati
- Jungfrau mit Kind, Villa Coloredo Mels, Recanati
- Ziborium, für Recanati ausgeführt, jetzt verändert
- Denkmal für Sixtus V. (1587), Piazza della Madonna, Loreto
- Bronzedenkmal für Agostino Filago (1592), Basilika vom Heiligen Haus, Loreto
- Südtor, Basilika vom Heiligen Haus, Loreto